# Hegesístrat d'Elis
Hegesístrat d'Elis (en grec antic Ἡγησίστρατος, Hegesístratos,) va viure cap al segle v aC, i va ser un endeví grec de la família dels Tel·líades, i a més un herald d'Elis, la seva ciutat. Va ser fet presoner pels espartans, i tancat en un magatzem lligat pel peu i condemnat a mort "a causa dels mals infinits que els havia causat", explica Herodot. Però Hegesístrat es va poder escapar tallant-se el peu i fent un forat a la paret per sortir. Va fugir a Tegea, que estava en guerra amb Esparta i allà va trobar refugi. Va curar la seva ferida i es va posar un peu de fusta. Amb un jurament solemne es va declarar enemic etern dels espartans. Assabentat el general persa Mardoni dels fets, el va posar sota la seva protecció i el va nomenar herald dels perses a la batalla de Platea el 479 aC. Com a endeví, va ser cridat pel general per saber la sort de la batalla. Herodot explica l'enfrontament entre Hegesístrat i Mardoni. El militar, desitjós d'entrar en combat, no va escoltar els consell de l'endeví, que deia que esperés signes favorables abans d'entaular batalla. Per la seva banda, els mercenaris grecs que lluitaven amb els perses portaven el seu propi endeví, Hipòmac de Lèucada, els pronòstics del qual van coincidir amb els d'Hegesístrat. Després de la derrota persa, Hegesístrat es va refugiar a Zacint, on va seguir vaticinant contra els espartans. que més tard el van capturar i li van donar mort allà mateix.